# 7216 Ishkov
7216 Ishkov este un asteroid din centura principală de asteroizi.

## Descriere
7216 Ishkov este un asteroid din centura principală de asteroizi. A fost descoperit pe 21 august 1977 la Observatorul de Astrofizică din Crimeea de Nikolai Cernîh. El prezintă o orbită caracterizată de o semiaxă mare de 2,16 ua, o excentricitate de 0,18 și o înclinație de 2,0° în raport cu ecliptica.